# Associazione Calcio Cantù 1941-1942
Questa voce raccoglie le informazioni riguardanti l'Associazione Calcio Cantù nelle competizioni ufficiali della stagione 1941-1942.

## Rosa
| N. |                   | Ruolo | Calciatore         |
| -- | ----------------- | ----- | ------------------ |
|    | Italia (bandiera) | C     | Aldo Collimedaglia |
|    | Italia (bandiera) | D     | Luigi Colombo      |
|    | Italia (bandiera) | P     | Mario Cordone      |
|    | Italia (bandiera) | C     | Pietro Corrada     |
|    | Italia (bandiera) | C     | Piero Maronati     |
|    | Italia (bandiera) | D     | Carlo Marzorati    |
|    | Italia (bandiera) | A     | Aldo Morosini      |
|    | Italia (bandiera) | D     | Erminio Ordanini   |

| N. |                   | Ruolo | Calciatore         |
| -- | ----------------- | ----- | ------------------ |
|    | Italia (bandiera) | D     | Gaetano Paganelli  |
|    | Italia (bandiera) | D     | Carlo Rossetti     |
|    | Italia (bandiera) | A     | Franco Rossi       |
|    | Italia (bandiera) | P     | Carlo Siliprandi   |
|    | Italia (bandiera) | A     | Mario Tagliabue    |
|    | Italia (bandiera) | C     | Celestino Zanaboni |
|    | Italia (bandiera) | C     | Ugo Zoppi          |